# Dictionary of Greek and Roman Biography and Mythology
El Diccionario de biografías y mitología de Grecia y Roma (en inglés: Dictionary of Greek and Roman Biography and  Mythology), es un diccionario enciclopédico y biográfico editado por Sir William Smith y publicado en tres volúmenes y 3.700 páginas en 1849. Está considerado como una de las obras clásica de la lexicografía del siglo XIX, y está relacionado con el Dictionary of Greek and Roman Antiquities y con el Dictionary of Greek and Roman Geography; ambos también de Smith.